# ستيفن راب
ستيفن راب (بالإنجليزية: Stephen Rapp)‏ هو محامي ودبلوماسي وسياسي أمريكي، ولد في 26 يناير 1949. حزبياً، نشط في الحزب الديمقراطي. وقد انتخب عضو مجلس نواب ولاية ايوا.